# Лэнсинг, Джон
Джон Фрэнсис Лэнсинг (англ. John Francis Lansing) (31 июля 1957 – 14 августа 2024) — американский журналист и телеведущий. С 2005 по 2013 год был президентом компании Scripps Networks, ответственной за управление несколькими кабельными телеканалами и цифровыми платформами. C 2015 по 2019 год возглавлял  U.S. Agency for Global Media. С 2019 по 2024 год был генеральным директором Национальной общественной радио-вещательной компании National Public Radio).

## Биография
Джон Лэнсинг родился 31 июля 1957 в Миннеаполисе (штат Миннесота, США). Интерес к работе в новостной сфере у Лэнсинга проявился сразу после школы, в 1975 году. Когда ему было 17 лет, через два дня после окончания средней школы, он устроился техником и оператором на телеканал WPSD-TV в Падуке, штат Кентукки. Впоследствии он получил повышение до видеооператора и продолжал работать на этом канале до 1979 года. Позже Лэнсинг перешел на работу в качестве фотографа новостей на WAVE-TV, филиал NBC в Луисвилле, штат Кентукки. Во время работы в Луисвилле он посещал вечерние курсы в Университете Беллармин, однако оставил учебу за два семестра до получения диплома, получив предложение о работе на телеканале WWMT-TV в Гранд-Рапидсе.
В 1988 году Лэнсинг стал помощником директора отдела новостей на телеканале KARE-TV в Миннеаполисе, а в 1990 году занял пост директора отдела новостей на WCCO-TV, также расположенном в Миннеаполисе. На WCCO Лэнсинг отличался своим подходом к освещению новостей, ориентированным на семейные ценности, в отличие от более популярного сенсационного стиля репортажей. Во время освещения снежного бурана на Хэллоуин в 1991 году Лэнсинг организовал телефонные интервью с полицией и с корреспондентами, которые не могли добраться до студии.
В конце 1994 года Лэнсинга переехал в Чикаго, где он работатл директором отдела новостей на телеканале WBBM-TV. В этот период его внимание было сосредоточено преимущественно на локальных и региональных новостных событиях. В августе 1995 года Лэнсинг переехал в Детройт, чтобы занять позицию вице-президента и управляющего станцией на WXYZ-TV. В том же году он принял аналогичную должность на телеканале WEWS-TV в Кливленде, штат Огайо.
С 2005 по 2013 год Лэнсинг занимал должность президента Scripps Networks. Во время работы в Scripps Networks он вернулся в Университет Беллармина, который окончил в 2009 году со степенью бакалавра в области коммуникаций. Одновременно Лэнсинг работал президентом и генеральным директором Ассоциации кабельного телевидения и телекоммуникаций. В 2013 году Лэнсинг ушел на пенсию, однако в 2015 году вернулся к активной деятельности и был назначен генеральным директором Совета управляющих радиовещанием (позже переименованного в Агентство США по глобальным медиа).
В октябре 2019 года Лэнсинг стал генеральным директором Национальной общественной радиостанции (NPR). Во время руководства NPR Лэнсинг уделял особое внимание необходимости диверсификации штата сотрудников, программ, выбора тем и аудитории для лучшего отражения американской жизни. Он руководил организацией в условиях начала пандемии COVID-19 и создал условия, позволяющие сотрудникам работать и вести трансляции из дома. В сентябре 2023 года Лэнсинг объявил о своем уходе на пенсию из NPR.
В мае 2021 года Лэнсинг был удостоен быть внесённым в Зал славы журналистов Кентукки, престижной награды, присуждаемой выдающимся представителям журналистской профессии в штате. В марте 2024 года он присоединился к Вашингтонскому центру Анненберга при Университете Южной Калифорнийском в качестве старшего научного сотрудника.

## Личная жизнь
Джон Лэнсинг был женат, с его женой Жан у него было четверо детей. 
В марте 2021 года ему была проведена операция на сердце, в ходе которой заменили один сердечный клапан и часть аорты. 
Джон Лэнсинг скончался 14 августа 2024 года в возрасте 67 лет у себя дома в Висконсине. 